# ヘンリー・T・メイヨー
ヘンリー・トーマス・メイヨー (Henry Thomas Mayo, 1856年12月8日 - 1937年2月23日) は、アメリカ合衆国の海軍軍人、海軍大将。

## 経歴
メイヨーは1856年12月8日にバーモント州バーリントンで生まれる。1876年に海軍兵学校を卒業すると、その後は沿岸調査を含む様々な任務を経験した。米西戦争の期間には北米の西海岸において砲艦ベニントン (USS Bennington, PG-4) で勤務した。1913年に海軍少将に昇進し、1914年4月9日のタンピコ事件では艦隊の指揮を行った。ウエルタ将軍に対する彼の公式謝罪要求は、メキシコとの緊張関係をさらに強調した。
1915年6月に海軍中将に昇進すると、大西洋艦隊司令官に着任する。1916年6月19日に彼は海軍大将に昇進した。戦時におけるアメリカおよびヨーロッパ水域でのアメリカ海軍を指揮、支援した功績により、彼は海軍殊勲章および様々な外国からの勲章を受章した。彼はまた、戦後は艦隊における航空機の活用に先見の明があった。
メイヨー提督は1921年2月28日に退役し、その後4年に渡ってフィラデルフィア海軍救護院の院長を務めた。メイヨーは退役後も、1930年の下院法案によってその階級を保持し続けた。彼は1937年2月23日にニューハンプシャー州ポーツマスで死去した。
その栄誉を称え1940年にベンソン級駆逐艦の2番艦にその名が命名された。